# La rehabilitación esa
La rehabilitación esa es una historieta de 2001 del autor de cómics español Francisco Ibáñez, perteneciente a su serie Mortadelo y Filemón.

## Trayectoria editorial
Firmada en 2000 y publicada en 2001 en el n.º 157 de la Colección Olé.

## Sinopsis
El gobierno, ante la situación de saturación de las cárceles, quiere reducir el número de presos. Para ello se va a realizar un plan de rehabilitación para conseguir convertir a los presos en gente honrada y así poder dejarlos en libertad.
Este proceso de rehabilitación tendrá que ser probado antes de darle validez. La T.I.A. encargará a Mortadelo y Filemón la rehabilitación de Mac "el Antropoide", uno de los peores criminales. Mortadelo y Filemón deberán enseñarle a ser una persona respetable. Cabe añadir que Mortadelo y Filemón detuvieron al "Antropoide" y lo metieron en la cárcel antaño, donde se quedaría allí por 72 años. Por esta razón, el orondo y bestia "Antropoide" intentará vengarse y matar a Mortadelo y Filemón, pero nunca lo consigue por los artilugios del dúo de espías (Aunque esos trucos harán que Filemón sufra golpes fatales como clavarse una navaja en la nariz o recibir una patada en la boca tras hacer resbalar al "Antropoide" en aceite perdiendo así, una vez más, todos sus dientes)